# Tú sí que vales (Albania)
Tú sí que vales è un programma televisivo albanese basato sull'omonimo format spagnolo, trasmesso da Vizion Plus e prodotto da Endemol con la collaborazione di Holta Dulaku, Ardi Asllani e Bledar Linza.

## Edizioni
| Edizione | Inizio         | Finale | Vincitore | Secondo posto | Presentatori | Giudici fissi                         | Giudici popolari | Media ascolti |
| -------- | -------------- | ------ | --------- | ------------- | ------------ | ------------------------------------- | ---------------- | ------------- |
| 1ª       | 1º aprile 2015 |        |           |               | Drini Zeqo   | Holta Dulaku Agron Llakaj Kristi Popa | Vikena Kamenica  |               |

### Prima edizione (2015)
La prima edizione è iniziata dal 1º aprile 2015 alle 21 con la conduzione di Drini Zeqo e la giuria composta da Holta Dulaku (produttore), Agron Llakaj (autore di Al Shopping) e Kristi Popa (cantautore), più un quarto giurato a rappresentare la giuria popolare che varia di puntata in puntata (nella prima puntata è stata Vikena Kamenica, mezzosoprano).